# Die Tochter des letzten Königs
Die Tochter des letzten Königs ist ein Historischer Roman der österreichischen Schriftstellerin Sabrina Qunaj und erschien im Juni 2014 beim Goldmann Verlag. Er behandelt die Biographie von Nesta ferch Rhys (oder auch Nesta Tudor), die für ihre große Schönheit berühmt war und den Beinamen Helena von Wales bekam, und damit die Verhältnisse zwischen Walisern und Engländern bzw. Anglonormannen, im Roman von den Walisern „Freinc“ genannt, im 12. Jahrhundert.

## Handlung
Die Handlung beginnt im Frühjahr 1093 mit dem Überfall der Freinc auf das Heim der gerade achtjährigen Fürstentochter Nesta Dinefwr, bei der sie und ihr kleiner Bruder Hywel von den Engländern gefangen genommen werden, während ihr Bruder Gruffydd in Irland in Sicherheit gebracht werden kann und ihre Mutter getötet wird. Hywel wird in ein Kloster gegeben, während Nesta fünf Jahre lang unter der Vormundschaft von Arnulf de Montgomery auf Shrewsbury Castle ein Leben in Ungewissheit und Angst um ihre Geschwister führt. 1098 lernt Nesta bei einem Besuch König Williams dessen Bruder Henry kennen, der ihr anbietet, mit ihm an den Hof in Westminster zu kommen. Nesta, die sich stark zu Henry hingezogen fühlt, nimmt dankend an und verlässt Shrewsbury, trifft sogar ihren Bruder Hywel wieder und beginnt unter Henrys wachsamem Auge ein neues Leben als Hofdame. Ihre Vormundschaft geht an Henry selbst über.
In Westminster gewinnt sie Freunde, trifft aber auch alte Feinde wieder, wie zum Beispiel Gerald de Windsor, der am Überfall auf Dinfwr beteiligt war und den sie als Mörder und Zerstörer ihrer Heimat zutiefst verabscheut. Zudem tun sich ihr die Abgründe des Hoflebens auf, sie wird Zeugin von Intrigen seitens des Königs, die ihre beste Freundin und ihren Gemahl treffen, wird selbst in eine Verschwörung involviert und von Ranulf Flambard, dem Lord Chancellor und Bischof von Durham, in einen Gewissenskonflikt gedrängt und augenscheinlich zu seiner Mitverschwörerin gemacht. Henry ist es, der sie vor Strafen bewahrt und für ihr Wohl sorgt, und im Laufe der nächsten zwei Jahre kommen sich beide immer näher.
Nach dem rätselhaften Jagdunfall und Tod König Williams muss Henry erst seinen Thronanspruch gegen seinen älteren Bruder Robert, den Herzog der Normandie, durchsetzen, bevor er unangefochten herrschen kann. Am Tag der Krönung erhält Nesta ein Lebenszeichen ihres Bruders Gruffydd aus Irland in Form einer Drachenfibel, die in ihrer Familie von Mutter zu Tochter weitergegeben wird.
Kurz nach dem Entkommen Ranulf Flambards aus dem Tower im Jahr 1100 holt Henry Nesta eines Nachts zu sich und gesteht ihr seine Liebe zu ihr. Nesta, gegen den Charme des Königs schon lange nicht mehr gefeit, gibt ihren eigenen Gefühlen nach, verdrängt ihre Gewissensbisse wegen Henrys Frau, die sie mit ihrer Tat hintergeht, und verbringt diese und auch die nachfolgenden Nächte im Bett ihres Königs.
In der nächsten Zeit steht Nesta Henry im Konflikt mit Wales zur Seite, um ihm die walisische Volksseele darzulegen und zu möglichst unblutigen Lösungen zu verhelfen. Zu diesem Zweck verbringen sie einige Monate auf Cardigan Castle, wo Nesta schwanger wird, sie aber kurz darauf mit Henry wegen seiner Entscheidungen die Verteilung von Land an walisische Fürsten betreffend, aneinandergerät. In seiner Abwesenheit bringt sie schließlich einen Sohn zur Welt, den sie auf Wunsch des Vaters Henry tauft, für sich aber immer mit „Harri“, der walisischen Form von Henry, anredet. Als der König sie schließlich bittet, zurück nach England zu kommen, Harri aber in Cardigan, in der Obhut einer Amme und des dortigen Constable, Stephen, zurückzulassen. Als Nesta sich gegen diese Entscheidung wehrt, wird sie gewaltsam von ihrem Sohn getrennt und zu Henry zurückgebracht, der Nestas Erwartungen an ihn als Vater und ihre Wünsche als Mutter nicht versteht, ist Harri doch nicht viel mehr für ihn als ein weiterer Bastard. Ihre Gefühle füreinander kühlen immer weiter ab, bis Henry schließlich verkündet, er habe beschlossen, sie mit Gerald de Windsor zu verheiraten und mit ihm nach Pembroke zu schicken. Resigniert fügt Nesta sich.
Erst später erfährt sie, dass Gerald bereits vorher um sie angehalten und sich sogar bemüht hatte, Harri in seinen Haushalt aufzunehmen, um Nesta wieder mit ihrem Sohn zusammen sein zu lassen. Lieben lernt sie ihn erst um die Zeit der Geburt ihres Sohnes William herum, sie unterstützt ihn, wie früher Henry, bei der Verständigung mit den Walisern, schenkt ihm noch weitere zwei Söhne, Maurice und David, darf ihren Harri hin und wieder besuchen und führt an Geralds Seite ein glückliches Eheleben, bis sie im Januar 1109 zusammen mit ihren Söhnen von ihrem Vetter Owain ap Cadwgan bei seinem Angriff auf Cenarth Bychan, wo sie mit Gerald lebt, entführt wird. Auf Nestas Drängen hin lässt Owain die Kinder zu ihrem Vater zurückkehren, behält die inzwischen wieder schwangere Nesta aber bei sich. Es dauert mehrere Monate, bis Gerald sie wiederfindet, als sie sich von der „Reisegruppe“ entfernt, um ihr totes Kind zur Welt zu bringen.
In der Zwischenzeit kursierten Gerüchte über Nesta und Owain, die den Barden viel Stoff für aufregende, aber unwahre Geschichten lieferten. Nesta sei freiwillig mit Owain gegangen, um dem „Freinc“ zu entkommen. Owain habe sich unsterblich in sie verliebt, und ihre Schönheit sei ein Fluch. Auch Gerald kommen diese Geschichten zu Ohren, und obwohl er sich die Begebenheiten der Entführung seiner Frau und Kinder immer wieder wiederholen lässt, ist das Verhältnis zwischen ihm und Nesta nicht mehr das gleiche. Sie lieben sich, aber sie können nicht mehr so offen zueinander sein wie zuvor, woran auch die Geburt ihrer Tochter Angharad nichts ändert.
Doch Carew ist nicht die einzige Burg, die Owain zum Opfer fällt. Über Jahre hinweg plündert und brandschatzt er in ganz Wales und führt das Werk fort, das er mit Nestas Entführung begonnen hat. Gerald ist wie besessen davon, sich an ihm zu rächen, um die Schande und das Unglück, das Owain über seine Familie gebracht hat, mit ihm zu vernichten. Erst 1116 gelingt es ihm, seinen Plan in die Tat umzusetzen. Er stellt Owain einen Hinterhalt und tötet ihn im Kampf.
Gerald und Nesta können ihr altes Verhältnis wieder aufbauen und dem jeweils anderen wieder unvoreingenommen vertrauen.

## Wichtige Romanfiguren
- * steht für historische Persönlichkeit

Waliser
- Nesta ferch Rhys*, Prinzessin von Deheubarth und normannische Geisel
- Hywel ap Rhys*, ihr Bruder, später Mönch
- Gruffydd ap Rhys*, auch ihr Bruder
- Gruffudd ap Cynan*, Fürst von Gwynedd
- Gwenllian ferch Gruffudd*, seine Tochter
- Hywel ap Goronwy*, ein Feind der Normannen

Normannen in England
- William II.*, König von England
- Henry I.*, sein Bruder, auch ein König
- Edith von Schottland*, seine Königin
- Walter Tyrell*, Williams Geliebter, möglicherweise sein Mörder
- Anskill of Seacourt*, sein bester Freund
- Ansfride*, Anskills Frau
- Richard de Clare*, Nestas Freund, Tyrells Knappe und Erbe seines Vaters
- Ranulf Flambard*, ein intriganter Chancellor

Normannen in Wales
- Gerald de Windsor*, Kastellan von Pembroke, Soldat, Nestas Feind, später ihr Gemahl
- Beatrice FitzGerald, seine illegitime Tochter
- Agnes FitzGerald, seine zweite illegitime Tochter
- Simon FitzWalter, sein ebenfalls illegitimer Halbbruder
- William de Barry*, Geralds treuer Ritter
- Stephen de Mareis*, Constable von Cardigan

Nestas Nachkommen
- Harri*, ihr Sohn mit Henry I.
- William*, ihr Sohn mit Gerald de Windsor ebenso wie:
- Maurice*
- David*
- Angharad*, ihre Tochter
- (Robert*, ihr Sohn mit Stephen de Mareis, wird im Roman nicht erwähnt)

## Überleitung zum zweiten Roman
Nestas Bruder Gruffydd kommt im Roman nur eine Nebenrolle zu, die hier näher erläutert werden und als Überleitung zum zweiten Roman Sabrina Qunajs dienen soll.
Man erfährt, dass er zwei Söhne hat (Anarawd und Cadell), und dass er mit der Tochter des Fürsten von Nordwales, Gwenllian, durchbrennt und sie heiratet. Gruffydd und Gwenllian hatten vier Söhne, von denen zwei (Morgan und Maelgwn) zusammen mit ihrer Mutter 1136 getötet wurden. Die verbliebenen Brüder, Maredudd und Rhys kämpften zusammen mit ihrem älteren Halbbruder im walisischen Freiheitskampf gegen die „Freinc“. Anarawd wurde 1134 auf Geheiß von Cadwaladr ap Gruffudd ermordet, um seine Eheschließung mit dessen Nichte und damit ein Bündnis zwischen Nord- und Südwales zu verhindern.
Der zweite Roman Das Blut der Rebellin behandelt den walisischen Freiheitskampf und die Leben der drei verbliebenen Fürstenbrüder.
Nach Geralds Tod dürfte Nestas eigener Sohn William sie (vielleicht gegen ihren Willen) mit Stephen de Mareis, dem Constable von Cardigan, verheiratet haben. Die beiden hatten einen Sohn, Robert, dem im Blut der Rebellin eine Gastrolle zukommt.
Nestas und Geralds Söhne William und Maurice heiraten später die Töchter von Arnulf de Montgomery, Maria und Alice, in dessen Obhut Nesta fünf Jahre verbrachte. Isabel (auf Walisisch Ysbail), die Tochter von William und Maria ist die Protagonistin des zweiten Romans.